# Mitchell Duke
Mitchell Duke (18 januari 1991) is een Australisch voetballer die bij Shimizu S-Pulse speelt als aanvaller.

## Clubcarrière
Duke begon zijn carrière in 2011 bij Central Coast Mariners. Hij tekende bij in 2015 Shimizu S-Pulse.

## Australisch voetbalelftal
Duke maakte op 20 juli 2013 zijn debuut in het Australisch voetbalelftal tijdens een wedstrijd om het Oost-Aziatisch kampioenschap voetbal 2013 tegen Zuid-Korea.